# Eleccions municipals de 1999 a l'Hospitalet de Llobregat
Les eleccions municipals de 1999 es van celebrar a l'Hospitalet de Llobregat el diumenge 13 de juny, d'acord amb el Reial Decret de convocatòria d'eleccions locals a Espanya publicat al Butlletí Oficial de l'Estat el dia 20 d'abril del 1999. Es van escollir els 27 regidors del ple de l'Ajuntament de l'Hospitalet, mitjançant un sistema proporcional (regla D'Hondt), amb llistes tancades i una barrera electoral del 5%. En aquella mateix data se celebraren les eleccions al Parlament Europeu.
L'alcalde sortint, el socialista Celestino Corbacho i Chaves, fou reelegit amb el suport dels divuit regidors del seu partit, i dels regidors d'EUiA i ICV, formacions amb les quals el PSC signà un acord de govern.

## Resultats
Els socialistes varen augmentar la majoria absoluta obtinguda a les eleccions del 1995, en passar de 14 a 18 regidors. En canvi, tant el PP com CiU van perdre un regidor. ICV i EUiA, que a les eleccions municipals de 1995 havien obtingut 4 regidors presentant-se conjuntament, es van presentar per separat en aquesta convocatòria, aconseguint un regidor cadascuna. EUiA es presentà en coalició amb Els Verds.
El PSC fou el partit més votat a tots els districtes de la ciutat. Obtingué el seu millor resultat al districte cinquè (Pubilla Casas - Can Serra).
El PP obtingué el seu millor resultat al districte sisè (Bellvitge - el Gornal), on també obtingué el seu millor resultat EUiA. CiU i ICV obtingueren el seu millor resultat al districte primer (Centre - Sant Josep - Sanfeliu).
Els resultats obtinguts per les diferents candidatures són els següents:
|                                                              | Partit dels Socialistes de Catalunya – Progrés Municipal (PSC-PM)       | 55 876  | 55,77                 | 18                    |
|                                                              | Partit Popular (PP)                                                     | 15 343  | 15,31                 | 4                     |
|                                                              | Convergència i Unió (CiU)                                               | 11 252  | 11,23                 | 3                     |
|                                                              | Esquerra Unida i Alternativa (EUiA)                                     | 6 094   | 6,08                  | 1                     |
|                                                              | Iniciativa per Catalunya Verds – Entesa pel Progrés Municipal (ICV-EPM) | 5 363   | 5,35                  | 1                     |
| Esquerra Republicana de Catalunya – Acord Municipal (ERC-AM) | Esquerra Republicana de Catalunya – Acord Municipal (ERC-AM)            | 2 441   | 2,44                  | 0                     |
| Els Verds-Opció Verda (V-OV)                                 | Els Verds-Opció Verda (V-OV)                                            | 1 724   | 1,72                  | 0                     |
| Partit per la Independència (PI)                             | Partit per la Independència (PI)                                        | 314     | 0,31                  | 0                     |
| Partit Humanista (PH)                                        | Partit Humanista (PH)                                                   | 188     | 0,19                  | 0                     |
| Vots en blanc                                                | Vots en blanc                                                           | 1 593   | 1,59                  | n/a                   |
| Vots vàlids                                                  | Vots vàlids                                                             | 100 188 | 100,00                | 27                    |
| Vots nuls                                                    | Vots nuls                                                               | 628     | Participació: 47,94 % | Participació: 47,94 % |
| Votants                                                      | Votants                                                                 | 100 816 | Participació: 47,94 % | Participació: 47,94 % |
| Electors                                                     | Electors                                                                | 210 289 | Participació: 47,94 % | Participació: 47,94 % |
| Font: Ajuntament de L'Hospitalet                             |                                                                         |         |                       |                       |